# FRA-lagen

Försvarets radioanstalt är den myndighet som genom FRA-lagen får utvidgade rättigheter att bedriva spaning.

FRA-lagen är den informella benämningen på en rad lagändringar i Sverige samt en ny lag, som föreslogs av regeringen i proposition 2006/07:63 – En anpassad försvarsunderrättelseverksamhet. De lagar som ändrats är lagen (2000:130) om försvarsunderrättelseverksamhet, lagen (2003:389) om elektronisk kommunikation och Sekretesslagen, vilken dock har upphört att gälla och ersatts av Offentlighets- och sekretesslagen (2009:400). Den nya FRA-lagen är lagen (2008:717) om signalspaning i försvarsunderrättelseverksamhet, vilken trädde i kraft den 1 januari 2009 samtidigt med ändringarna i de andra lagarna. Försvarsunderrättelsedomstolen (januari till december 2009 Signalspaningsnämnden) prövar frågor om signalspaning enligt FRA-lagen.
Lagändringarna innebär i korthet att Försvarets radioanstalt (FRA), vilket regeringen bestämt, ges rätt att bedriva signalspaning på kabelburen trafik som passerar Sveriges gränser, vilket bland annat innefattar telefon- samt en stor del av Internettrafiken. Förslaget lades fram av försvarsminister Mikael Odenberg (moderat), som i sin tur hade övertagit ärendet från den tidigare socialdemokratiska regeringen (promemorian gavs ut i juli 2005), inför Sveriges riksdag den 8 mars 2007.
Det finns ytterligare lagar och förordningar som reglerar FRA:s verksamhet, till exempel Lagen om behandling av personuppgifter i Försvarets radioanstalts försvarsunderrättelse- och utvecklingsverksamhet som är en specialreglering i förhållande till Personuppgiftslagen (PUL) och Förordningen om behandling av personuppgifter i Försvarets radioanstalts försvarsunderrättelse- och utvecklingsverksamhet.
2008 mötte förslaget stort motstånd bland svenska bloggare, något som kom att beskrivas som en "bloggbävning" och frågan fick därefter ett stort utrymme i etablerade medier, en rapportering som 2010 kritiserades av IDG för att vara "snedvriden".

## Propositionens innehåll
Regeringen motiverade förslaget med att man ville underlätta bekämpningen av terrorism och transnationell brottslighet. I proposition 2006/07:63 sammanfattades det huvudsakliga innehållet:
| ” | I propositionen föreslås ändringar i lagen om försvarsunderrättelseverksamhet. Ändringarna innebär att mandatet för försvarsunderrättelseverksamheten anpassas från ’yttre militära hot’ till ’yttre hot’ och att det uttryckligen anges att verksamheten endast får avse utländska förhållanden. Vidare förtydligas gränsdragningen mellan polisiär verksamhet och försvarsunderrättelseverksamhet. Det föreslås också tydligare regler avseende inriktning och rapportering av underrättelser samt att samhällets funktioner för inriktning och kontroll av försvarsunderrättelseverksamheten skall förstärkas. I propositionen föreslås också en ny lag om signalspaning i försvarsunderrättelseverksamhet. Lagen omfattar signalspaning för försvarsunderrättelseändamål, oavsett om signalerna befinner sig i etern eller i tråd. Förslaget innehåller flera regler till skydd för den enskildes integritet. Signalspaning sker efter inriktning från regeringen eller berörda myndigheter. Ett särskilt tillståndsförfarande föreslås för myndigheternas inriktningar. Vidare föreslås regler om när uppgifter skall förstöras och hur rapportering skall ske. De sökbegrepp som skall användas, liksom att förstöring och rapportering sker i enlighet med lagens bestämmelser, skall kontrolleras i särskild ordning. Den myndighet som kontrollerar verksamhet föreslås få möjlighet att besluta att inhämtning skall upphöra och inhämtat material förstöras. Vidare föreslås att ett integritetsskyddsråd inrättas. För att möjliggöra inhämtning av signaler i elektronisk form föreslås vissa nya regler i lagen (2003:389) om elektronisk kommunikation. I propositionen föreslogs också en ny bestämmelse i sekretesslagen (1980:100). Den nya bestämmelsen innebar att sekretess skall gälla hos Försvarsmakten i försvarsunderrättelseverksamheten och den militära säkerhetstjänsten samt hos Försvarets radioanstalt i försvarsunderrättelse- och säkerhetsverksamheten för uppgift om enskilds personliga eller ekonomiska förhållanden, om det inte står klart att uppgiften kan röjas utan att den enskilde eller någon närstående till den enskilde lider skada eller men.” | „ |

## Bakgrund

### Telelagen
Så länge telefon och telegraf funnits i Sverige har också myndigheterna berett sig möjlighet till hemlig avlyssning.
Så skulle enligt Telelagen SFS 1993:597, 17 § exempelvis de som beviljats tillstånd att bedriva televerksamhet samtidigt förbinda sig att under tystnadsplikt vid behov medverka till hemlig avlyssning.

### Ändring av lagen om försvarsunderrättelseverksamhet
Vid sidan av de möjligheter till avlyssning som reglerades i telelagen hade Försvarets radioanstalt (Försvarsmakten och de andra myndigheter som regeringen bestämmer) rätt att bedriva avlyssning. Denna avlyssning reglerades i Lagen om försvarsunderrättelseverksamhet SFS 2000:130.
- I fjärde paragrafen i denna lag föreskrevs att denna avlyssning ej fick omfatta sådant som ligger inom ramen för polisens och andra myndigheters brottsbekämpande verksamhet.
- Prop 2006/07:63 skulle, till förmån för varje övrig lagstiftning och förordning, i praktiken komma att upphäva hela lag 2000:130 genom ett kort tillägg till denna paragraf:
Om det inte finns hinder enligt andra bestämmelser, får dock de myndigheter som bedriver försvarsunderrättelseverksamhet lämna stöd till andra myndigheters brottsbekämpande och brottsförebyggande verksamhet.

I och med denna ändring kan FRA nu i praktiken helt obehindrat avlyssna all trafik och på uppdrag av vilken myndighet som helst så länge det inte står i strid med någon annan bestämmelse.[källa behövs]

### Läckta dokument från Edward Snowden
Se även: Edward Snowden, PRISM (övervakningsprogram)
Den brittiska journalisten och författaren Duncan Campbell hävdade i en intervju med DN att dokument som Edward Snowden offentliggjort visar att FRA-lagen kom till efter ett internationellt samarbete mellan USA, Storbritannien och Sverige. I intervjun säger Campbell:
"När man lägger samman alla pusselbitar blir det tydligt att Sverige arbetade ihop med USA och Storbritannien i syfte att skapa nya lagar för massövervakning på nätet. Sveriges nya lagar 2008 sammanfaller med den så kallade Fisa Amendment Act i USA som vi nu vet användes för att öppna hela den amerikanska delen av internet för övervakning. I Storbritannien föreslogs liknande lagar men de stoppades. Övervakning på internet förekom även dessförinnan men i mindre skala och med lägre kapacitet. Den samordnade planen att legalisera underrättelsetjänsternas tillgång till internet genomförs runt 2008 och fler länder följer sedan efter."
Campbell säger också att Sverige idag är en lika viktig samarbetspartner vad gäller internetövervakning för USA och Storbritannien som Israel.

## Den politiska processen och konsekvenser

### PropositionenEn anpassad försvarsunderrättelseverksamhet
Propositionen behandlades en första gång 14 juni 2007 med röstresultatet 146–143 för förslaget, men då propositionen rörde mänskliga fri- och rättigheter kunde en minoritet om minst tio ledamöter få lagförslaget vilandelagt i minst tolv månader från det att det första utskottsyttrandet anmäldes till riksdagen. En majoritet om fem sjättedelar hade krävts för att lagförslaget skulle gå igenom direkt vilket framgår av 2 kapitlet 22 § regeringsformen. Minoritetens yrkande på vilandeförklaring i ett år antogs då genom omröstningen. Den 8 maj 2008 togs frågan på nytt upp i försvarsutskottet och blev slutligen justerat den 3 juni 2008. Riksdagen skulle ursprungligen debatterat och beslutat i frågan den 17 juni 2008, men efter att voteringen först skjutits fram en dag och även återremitterats till försvarsutskottet den 18 juni 2008, så hölls voteringen i riksdagen på kvällen den 18 juni 2008 varvid utskottets hemställan till slut bifölls. 

### Debatt och omröstning i riksdagen 2008
| Wikinews logotyp | Wikinews har nyheter relaterade till artikeln FRA-lagen. |

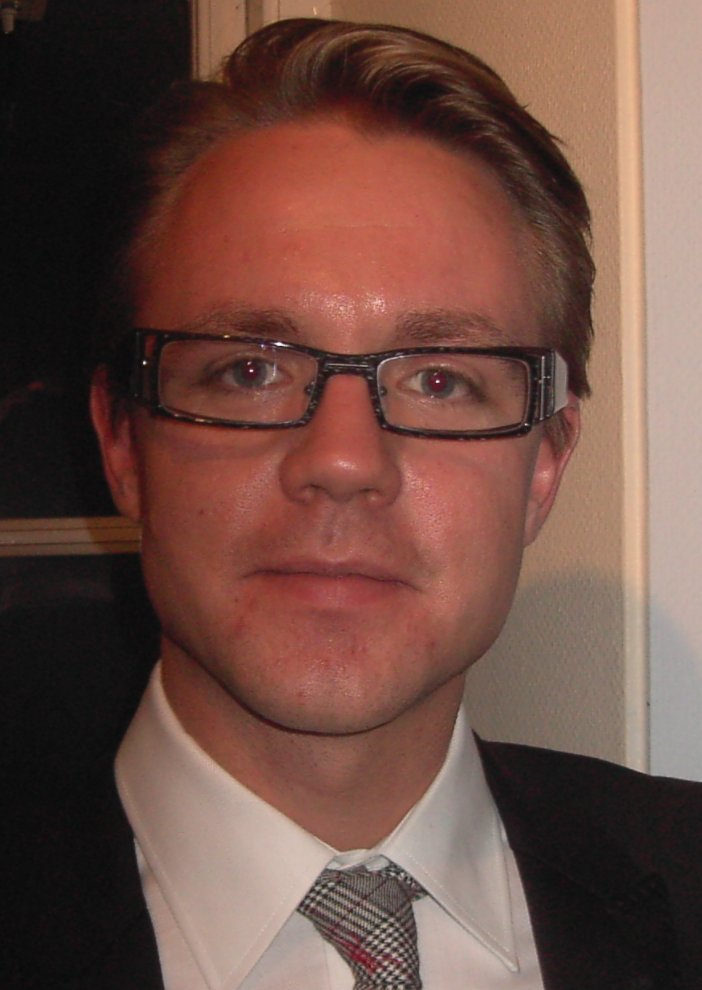
Fredrick Federley

Oppositionspartierna (Socialdemokraterna, Vänsterpartiet och miljöpartiet) meddelade före voteringen att man tänkte rösta nej till propositionen.
I riksdagen hölls debatt om propositionen den 17 juni 2008. Före debatten stod det klart att flera borgerliga riksdagsledamöter, bland dem centerpartisterna Fredrick Federley och Annie Johansson (nu Annie Lööf), folkpartisterna Birgitta Ohlsson och Cecilia Wikström, samt moderaten Karl Sigfrid övervägde att rösta nej och därmed fälla förslaget då den borgerliga majoriteten endast hade fyra rösters övervikt i riksdagen. Det resulterade i en gisslanliknande situation för Johansson och Federley under förhandlingar på miljödepartementet. Federley berättade 2022 att de inte hade några accesskort och inte kunde lämna mötesrummen, äta, gå själva på toaletten eller kommunicera med omvärlden.
För att tillmötesgå kritikerna meddelade försvarsminister Sten Tolgfors i debatten att han var beredd att överväga en rad tillägg till propositionen samt att återremittera den till lagutskottet. De tillägg som föreslogs i debatten var bland annat att låta Datainspektionen få i uppdrag att följa FRA:s verksamhet samt att skapa ytterligare en parlamentarisk kommitté (signalspaningskommittén) som ska följa FRA:s signalspaning och bedöma verksamhetens konsekvenser för den enskildes integritet. Efter debatten meddelades att de borgerliga partierna enats om att rösta för återremittering av förslaget till försvarsutskottet.
Den 18 juni 2008 genomfördes en första votering där det som väntat röstades för yrkandet om en återremiss. Efter att försvarsutskottet behandlat ärendet under eftermiddagen togs frågan upp för ny debatt och efterföljande votering i riksdagen senare samma kväll där propositionen vann bifall med rösterna 143 mot 138; 67 ledamöter var frånvarande vid omröstningen och en närvarande ledamot avstod från att rösta. Två närvarande borgerliga ledamöter underlät att stödja propositionen, nämligen folkpartisten Camilla Lindberg, som röstade nej, och partikollegan Birgitta Ohlsson som lade ner sin röst. Bland de övriga borgerliga ledamöter som tidigare motsatt sig FRA-lagen röstade centerpartisterna Fredrick Federley och Annie Johansson ja till det omarbetade förslaget, medan folkpartisten Cecilia Wikström var frånvarande liksom moderaten Karl Sigfrid.
Den 17 juli berättade sex riksdagsledamöter för Folkpartiet – Camilla Lindberg, Birgitta Ohlsson, Agneta Berliner, Cecilia Wikström, Solveig Hellquist och Maria Lundqvist-Brömster – för Rapport och Aktuellt, att de var beredda att rösta mot lagen efter riksdagens öppnande.[källa behövs][uppföljning saknas]

### Uppgörelse om förändringar av FRA-lagen
Den 25 september 2008 meddelade regeringen att man träffat en uppgörelse inom allianspartierna om tillägg till FRA-lagen som skärper integritetsskyddet.
Till de viktigaste förändringarna hör:
- Tillstånd för signalspaning ska prövas av domstol.
- FRA ska ansöka om tillstånd för all signalspaning. Även signalspaning för Regeringens behov omfattas alltså av tillståndskrav.
- FRA ska enbart få tillgång till de "trafikstråk" som domstolen bestämmer.
- I lagen tydliggörs att FRA inte får signalspana mot trafik där både avsändare och mottagare finns i Sverige.
- FRA får endast bedriva signalspaning på beställning av Regeringen, Regeringskansliet och Försvarsmakten.[19]

Vidare har Regeringen inför Riksdagen tagit fram de villkor som måste uppfyllas för att signalspaning skall få användas. Dessa är:
- yttre militära hot mot landet
- förutsättningar för svenskt deltagande i fredsfrämjande och humanitära internationella insatser, eller hot mot säkerheten vid såna insatser
- säkerhetspolitiska konsekvenser vid internationell terrorism
- utveckling och spridning av massförstörelsevapen och kontroll av svensk vapenexport
- allvarliga yttre hot mot samhällets tekniska infrastrukturer, till exempel it-trafik
- konflikter utomlands med konsekvenser för internationell säkerhet
- internationella företeelser som i övrigt är av särskild betydelse för svensk utrikes- säkerhets- och försvarspolitik[20]

I slutet av februari 2009 inkom remissvar rörande den förändrade FRA-lagen. Hovrätten över Skåne och Blekinge kritiserade lagen på flera punkter och Tullverket poängterade att man nu inte kan få information direkt från FRA längre, utan måste gå via Regeringen, Regeringskansliet eller Försvarsmakten. Datainspektionen kritiserade FRA-lagen primärt utifrån integritetsaspekter och ifrågasatte huruvida den domstol som skall bedöma vad som skall kunna spanas på verkligen är en oberoende domstol - samma kritik har tidigare framförts från andra remissinstanser.
Säpo kritiserade också uppgörelsen eftersom de i enlighet med den inte längre kan beställa information direkt ifrån FRA. Säpo menar, enligt en artikel i Svenska Dagbladet, att "kompromissen innebär att deras möjligheter att skydda samhället mot terrorism och främmande makters olovliga underrättelseverksamhet försämras." I april 2009 framgick det dock att Säpos förre chef Anders Eriksson, tillika regeringens utredare, har föreslagit en ny speciallag som skall möjliggöra för Säpo att direkt kunna ge uppdrag åt FRA via domstol, och därmed gå runt Regeringens uppgörelse kring FRA-lagen.
Riksdagen röstade den 14 oktober 2009, med siffrorna 158 mot 153, ja till den uppdaterade FRA-lagen. Riksdagen röstade därmed för de förändringar som Regeringen tidigare presenterat för att stärka integritetsskyddet i lagen.

### Politiska konsekvenser av beslutet
I en analys 2011 sade KG Bergström att FRA-debatten knäckte Maud Olofsson som liberal ikon. "Då tappade hon sin liberala gloria och det innebar början till slutet [för henne]."

## Motstånd och kritik

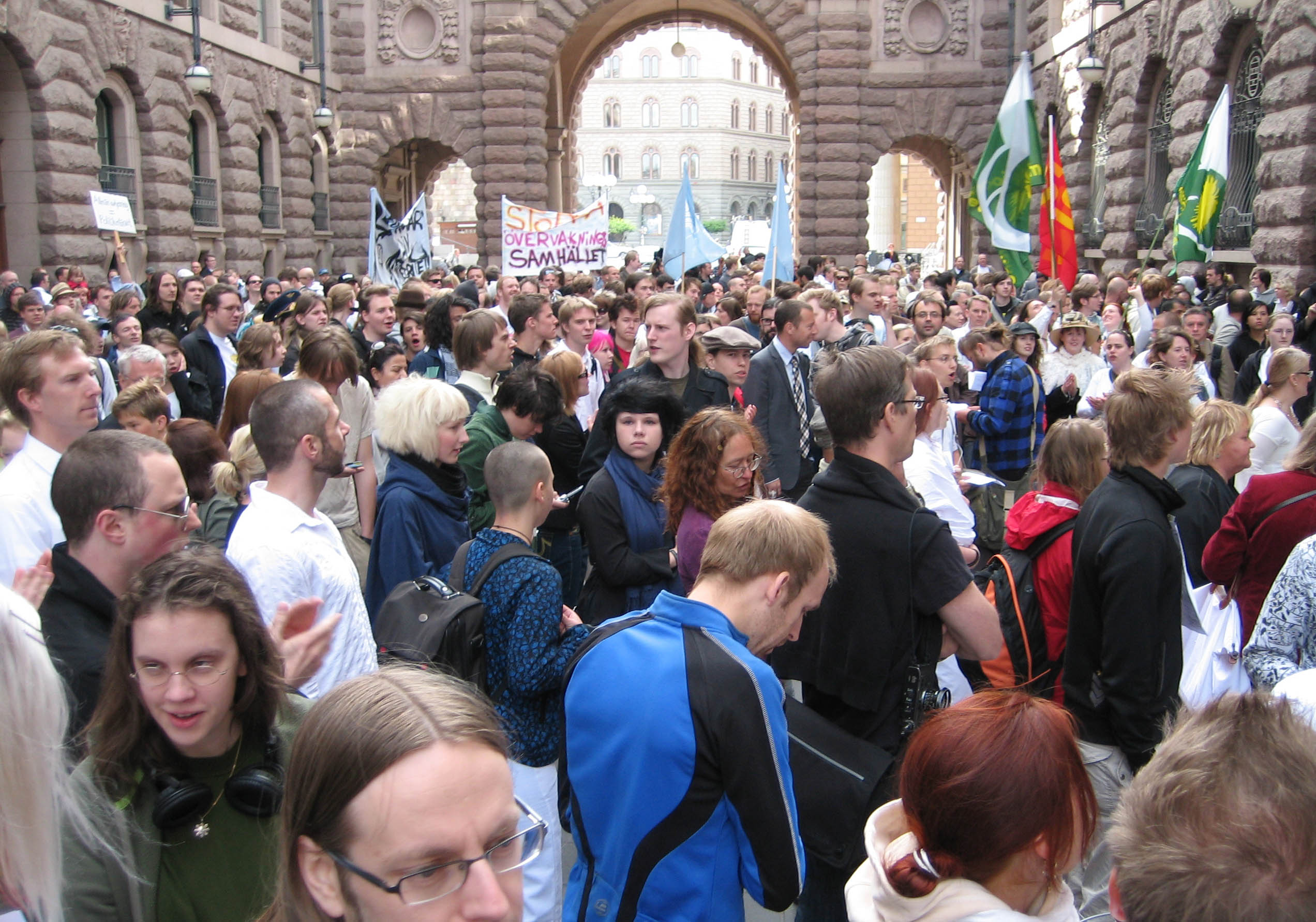
Demonstration mot FRA-lagen utanför Riksdagshuset i Stockholm, 18 juni 2008.

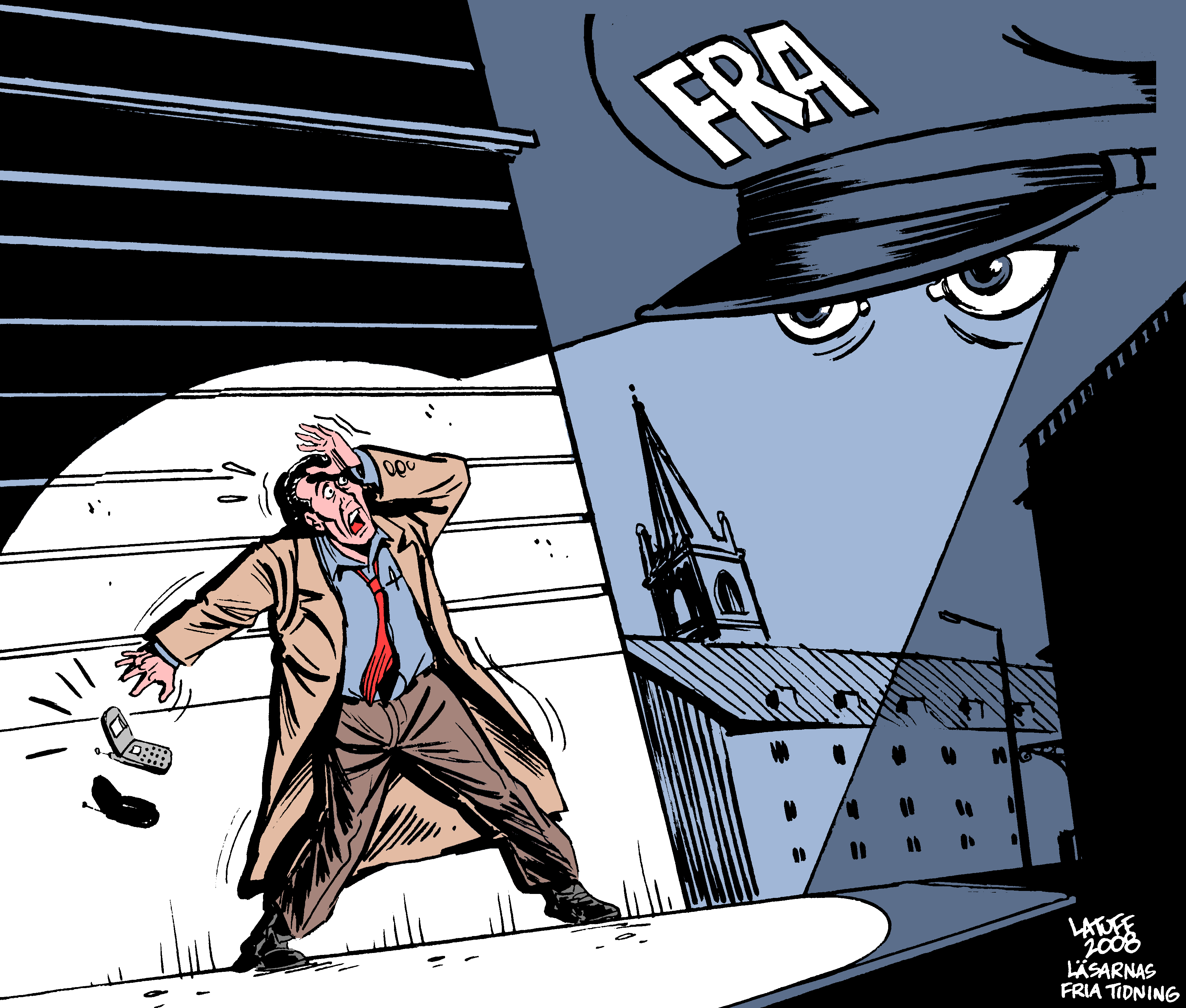
Nidteckning om FRA-lagen av Carlos Latuff

Lagen har fått hård kritik från flera håll för att vara ett allvarligt ingrepp i den personliga integriteten och kallas av vissa kritiker för "Lag 1984" eller ”Lex Orwell”, efter författaren till romanen 1984.
Den 17 juni 2008 meddelades det att Electronic Frontier Foundation, en USA-baserad organisation som bevakar civilrättsliga frågor kring internetanvändande, hävdar att Sverige med den nya lagen får den mest långtgående lagstiftningen på signalspaningsområdet bland världens alla demokratiska länder.
Lagen har även kritiserats för att urholka meddelarskyddet samt att den strider mot Europakonventionen, som sedan 1995 har särställning i svensk lag. Denna syn delas av bland andra Per Broström, folkrättsjurist vid Försvarshögskolan. I Belgien har det statligt tillsatta organet Commission de la protection de la vie privée ("Kommissionen för skydd av privatlivet", förkortat CPVP) uttryckt oro för att lagen kan strida mot Europakonventionen och att en prövning bör ske i antingen EG-domstolen i Luxemburg eller i Europadomstolen i Strasbourg. Den svenska ideella organisationen Centrum för rättvisa har förklarat sig vara villig att driva frågan i domstol. Organisationen meddelade den 14 juli 2008 att den nu anmält lagen till Europadomstolen eftersom den anser att lagen bryter mot Europakonventionen.
Förre chefen för Säkerhetspolisen Anders Eriksson har, i en intervju i Dagens Nyheter den 12 juni 2008, kritiserat lagen som han anser brister svårt vad gäller rättssäkerheten samt ifrågasatt huruvida den är förenlig med svensk grundlag.
I en intervju i Dagens Nyheter den 17 juni 2008 hävdar Magnus Norell, forskare i terrorism vid Totalförsvarets forskningsinstitut, att det inte finns något hot mot Sverige som kan motivera lagen. Norell har även ifrågasatt huruvida lagen kommer att leda till att några terrorister grips.
Såväl Tidningsutgivarna som Svenska Journalistförbundet och European Federation of Journalists är motståndare till lagen som man anser strider mot grundlagens källskydd och meddelarfrihet. Även Reportrar utan gränsers svenske ordförande Jesper Bengtsson har uttryckt stark kritik mot lagen.
Motståndet på Internet är stort, i synnerhet bland bloggar, någonting som har uppmärksammats av ett flertal större dagstidningar. Genom ett upprop på bland annat Nätverket Stoppa FRA-lagens webbplats, samlades hundratals demonstranter den 18 juni klockan åtta på morgonen utanför Riksdagshuset i Stockholm för att demonstrera mot lagen.
Per Wirtén kritiserade i SVT den 17 juni 2008 de svenska medierna för att ha svikit sitt uppdrag genom att inte lyfta frågan förrän det hade blivit en personstrid och dramatik.
Professorn i praktisk filosofi, Per Bauhn, menade i en kommentar i Svenska Dagbladet den 24 juni 2008 att det mest anstötliga med FRA-lagen är att den jämställer vänner och fiender: "I den meningen utgör lagen en perverterad tolkning av den också i andra sammanhang tanklösa parollen 'Alla ska med'."
Den 19 augusti 2008 startade Svenska Dagbladet en artikelserie: "I FRA-lagens spår". Först ut var filosofen och juristen Lena Halldenius som i en artikel den 19 augusti menar att genomdrivandet av FRA-lagen gjort att Sverige åsidosatt sin egen grundlag. Den 26 augusti skrev Nicklas Lundblad en artikel i samma serie: "Metod finns men inget mandat": "FRA-lagen ger staten verktyg för signalspaning som medborgarna aldrig diskuterat värdet av eller meningen med. Är det alls förenligt med demokrati att ge all makt till en stat som bara kan erbjuda en metod men som saknar mandat?"
I augusti 2008 anmäldes FRA-lagen till EU-kommissionen av forskaren Robin Lööf vid Europeiska universitet i Florens då lagen enligt honom strider emot den fria rörligheten enligt EU-rätten, denna uppfattning fick stöd av professor Ulf Bernitz. Lööf anmärke emot att en utländsk advokat inte kan kommunicera med en klient i Sverige utan att riskera avlyssning, vilket en svensk advokat inte riskerar.[uppföljning saknas]

### Kritik från remissinstanser
| ”                                       | Förslaget [...] innebär ett integritetsintrång som saknar motstycke i ett internationellt perspektiv. [...] Det är helt främmande för vårt statsskick att ge Regeringen eller Regeringskansliet befogenheter att i politisk ordning fatta de avgörande besluten om avlyssning av telekommunikationer. | „ |
| – Synpunkter från Justitiedepartementet | |   |

| ”                                   | Förslagen tyder på en skrämmande brist på förståelse för de krav i fråga om skydd för personlig integritet som följer av Regeringsformen och Europakonventionen om skydd för de grundläggande fri- och rättigheterna. [...] Dessutom är det självklart att i en rättsstat är brottsbekämpning en uppgift för civila myndigheter. | „ |
| – Remissvar från Rikspolisstyrelsen | |   |

| ”                     | Säkerhetspolisen är positiv till att det införs lagstiftning med befogenheter som möjliggör signalspaning mot telekommunikation i kabel. [...] Även om verksamheten benämns signalspaning är det viktigt att understryka att resultatet är detsamma som när polisen verkställer hemlig teleavlyssning, dvs. det allmänna får del av sådan kommunikation mellan personer som annars är skyddad mot avlyssning. Det är således fråga om en massiv telefonavlyssning och förslaget innebär en kränkning av enskilds integritet som vida överstiger den kränkning som förslagen om buggning och preventiva tvångsmedel sammantaget innebär. Säkerhetspolisen menar att förslaget omöjligt kan genomföras utan de rättssäkerhetsgarantier som Justitiedepartementet pekat på införs | „ |
| – Remissvar från SÄPO | |   |

### Motstånd inom politiska partier

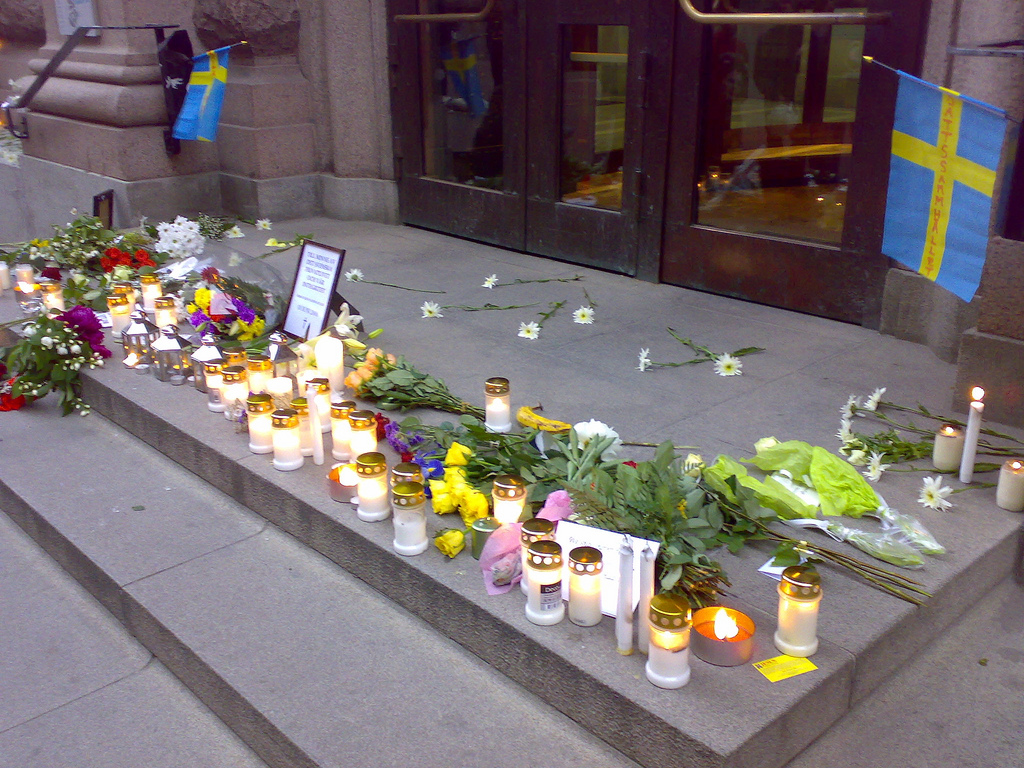
"Till minne av det svenska privatlivet", 23 juni 2008 vid ingången till Riksdagshuset

Det vi [motståndare i riksdagen] föll på i FRA-frågan var att vi inte organiserade oss. De isolerade oss en och en och det var fel att vi tillät oss att bryta kontakten.

—Camilla Lindberg, mars 2011.
Samtliga riksdagspartiers ungdomsförbund, liksom samtliga av de studentförbund som uttalat sig i frågan, är motståndare till lagen.
Även internt inom flera av regeringspartiernas moderorganisationer, främst folkpartiet och Centerpartiet, har kritiken varit stor. Folkpartiets största partidistrikt – Stockholms stad – beslutade på ett medlemsmöte den 14 maj 2008 att skriva till sin riksdagsgrupp med en begäran om att stoppa lagförslaget. Inför omröstningen i riksdagen skrev även flera av Folkpartiets länsförbund, bland annat Kalmar län, till partiledningen med en begäran om att lagförslaget skulle skjutas upp. Även Folkpartiets länsförbund i Stockholms län, Östergötlands län, och Skåne län har varit kritiska till lagen.
Den 14 juli 2008 skrev de tre tidigare partiledarna för folkpartiet Ola Ullsten, Bengt Westerberg och Maria Leissner tillsammans med fyra folkpartistiska riksdagsledamöter (bland annat Birgitta Ohlsson och Cecilia Wikström) under en debattartikel på DN Debatt i Dagens Nyheter där de uppmanar regeringen att backa från beslutet att driva igenom FRA-lagen och att "avfärda motståndet mot FRA-lagen som uttryck för okunnighet och missuppfattningar". De menar vidare att lagen strider mot grundläggande liberala värderingar samt att tunga remissinstanser visat sig kritiska mot lagen såväl före som efter de ändringar i lagen som föregick dess genomröstning. Också Folkpartiets oppositionsråd i Norrköping Mathias Sundin gick ut och krävde att lagförslaget skulle avslås.
Inom centerpartiet har flera partidistrikt – bland andra Stockholm och Göteborg – opponerat sig mot lagen. Det har dessutom startat något som heter centeruppropet som kräver en extra partistämma där beslut om att partiet ska ställa sig emot FRA-lagen. Dock har Maud Olofsson valt att stänga dörren för fler uppgörelser om FRA-lagen trots den interna kritiken inom partiet. Under sommaren 2008 har Centerpartiet arbetat fram ett lagändringsförslag som enligt Fredrick Federley har chans att accepteras av Regeringen. Förslaget innebär att det skall vara förbjudet att spana på signaler där mottagare och sändare finns inom Sveriges gränser. På så vis menade Centerpartiet att man kommer runt problemet med massavlyssning av svenska folket.
Den 4 augusti 2008 publicerade 14 tunga moderata kommunalpolitiker en gemensam debattartikel i Dagens Nyheter där de kritiserade genomdrivandet av FRA-lagen. De menar i den att lagen är oförenlig med moderaternas politiska linje och pekade bland annat på det svaga väljarstödet, remissinstansernas kritik och att lagen möjliggör massavlyssning som i princip liknar ett brott mot brevhemligheten, dit sms och e-post enligt debattörerna bör inräknas. "För att lösa den uppkomna situationen om FRA-lagen och massavlyssningen borde regeringen ta ett steg tillbaka. Istället för att låta FRA börja använda de mycket långtgående befogenheter de fick genom den lag som Riksdagen röstade igenom i mitten av juni borde man stanna upp och ta fram ett nytt förslag med bred förankring." SVT:s Agenda sände 14 september 2008 ett reportage som behandlade det politiska spelet bakom FRA-lagen
Den 6 oktober 2008 meddelade Socialdemokraterna och Miljöpartiet i en gemensam motion att FRA-lagen innebär ett historiskt avsteg från principen, inskriven i grundlagen, om rätten till fri kommunikation utan statlig insyn. Vänsterpartiets egen motion hade liknande innehåll. Motionen hade utarbetats med hjälp av konsulten Erik Lakomaa för att underlätta att den bifölls av de till lagen tveksamma folkpartistiska riksdagsledamöterna.
Utanför riksdagen drev Piratpartiet, som har integritet som en huvudfråga, ett aktivt motstånd mot lagen, även under åren efter införandet.

### Kritik från näringsliv och utländska myndigheter
Enligt den svenska myndigheten Invest in Sweden Agency har flera stora multinationella företag meddelat att man inte vill satsa på ny verksamhet i Sverige i och med den nya lagen, då man inte säger sig vilja riskera sina kunders integritet.
Anne-Marie Fransson, förbundsdirektör på branschorganisationen IT&Telekomföretagen, har kommenterat effekterna av den nya lagen: "Det här är inte bra för Sverige. Vårt rykte kommer att försämras. Många företag som planerar att investera i Europa kommer att välja andra länder. Den som vill etablera sig på den europeiska marknaden kommer inte hit. De vill inte att datatrafiken ska gå genom Sverige". Branschorganisationen kritiserar även i en egen rapport staten för att lägga kostnaderna på operatörerna och användarna. Kostnaderna för telekombolagen blir enligt organisationen i det dyraste scenariot cirka 16 miljarder kronor, vilket i princip motsvarar 2007 års vinster för hela branschen. Dagens Nyheter meddelar att "hushållen riskerar att få betala mellan 2.500 och 3.700 kronor för FRA-lagen samt en rad andra nya lagar som drabbar teleoperatörerna. För branschen kostar det 11-16,5 miljarder kronor".
Det amerikanska Internetföretaget Google deklarerade i maj 2007 att man inte kommer att investera i nya servrar i Sverige om lagförslaget går igenom. Peter Fleischer, Googles ansvarige för integritetsfrågor, motiverade beslutet med att ”Vi kan helt enkelt inte kompromissa med våra användares integritet och låta svenska myndigheter ta del av data som kanske inte ens rör svensk aktivitet. [...] Förslaget är sprunget ur en tradition inledd av Saudiarabien och Kina och hör helt enkelt inte hemma i en västerländsk demokrati.”
I Finland har myndigheter och företag uttryckt oro för det i och med nya lagförslaget kan göra det olagligt för finländska teleoperatörer att koppla telefonsamtal genom Sveriges nät, eftersom all kommunikation enligt finländsk lagstiftning måste vara konfidentiell. En stor del av all telefontrafik ut från Finland passerar idag via Sverige. Telia Sonera meddelade i juli 2007 att man flyttar sina e-postservrar för sina finländska kunder från Sverige till Finland, för att undvika att de finländska kundernas e-posttrafik övervakas.
Den svenska Internetleverantören Bahnhof har meddelat att man inte tänker följa den nya lagen utan att man först tänker ta juridisk strid mot den.
Efter utökad uppmärksamhet för FRA 2013, beslutade Finlands regering att låta bygga en datafiberkabel i havet till Tyskland, för att undvika svensk övervakning av utrikestrafiken. Ryssland är intresserade av att koppla in sig på kabeln.[källa behövs]

### Kritik från akademiskt håll
Den 3 september 2008 skrev 13 forskare i ett debattinlägg att FRA:s avlyssning av civil kommunikation medför kartläggning av väldigt många helt oskyldiga medborgare på individnivå. Vidare krävde de att lagen måste rivas upp.

### Opinionsundersökningar
I en opinionsundersökning som genomfördes av Skop på uppdrag av bland annat tankesmedjan Den Nya Välfärden mellan den 18 januari och 4 februari 2007 svarade drygt 1 000 svenskar mellan 18 och 84 år på frågan "Är Du för eller emot att en svensk myndighet får fria händer att avlyssna all telefon- och datatrafik, inklusive e-post, som passerar landets gränser?". 60 procent av de tillfrågade svarade att de var emot medan 39 procent svarade att de var för och 1 procent inte uppgav något svar.
I en opinionsundersökning som genomfördes av Novus Opinion på uppdrag av TV4-nyheterna den 17 juni 2008 (dagen före riksdagsomröstningen) svarade 1 000 svenskar över 18 år på frågan "Bör riksdagen rösta ja eller nej till lagen?". 56 procent av de tillfrågade svarade 'nej' medan 34 procent svarade 'ja' och 10 procent uppgav att de inte hade någon uppfattning i frågan. På frågan om huruvida riksdagsledamöterna bör rösta efter sin egen övertygelse eller följa partilinjen i frågan svarade 77 procent att de bör rösta efter egen övertygelse medan 16 procent svarade att de bör följa partilinjen.
Sifo gjorde på uppdrag av Aftonbladet en opinionsundersökning den 25 och 26 juni 2008. Huvudfrågan som ställdes till 1 000 svenskar över 18 år var "I förra veckan fattade riksdagen beslut om en ny lag - den så kallade FRA-lagen - som bland annat ger Försvarets radioanstalt rätt att avlyssna data- och teletrafik som passerar Sveriges gränser. Är du för eller emot FRA-lagen?". Resultatet visade att 47 procent var negativa till lagen, 36 procent var för. 17 procent hade ingen uppfattning i frågan. Resultatet visade också att män var mer negativa till lagen än kvinnor. Mätningen tog även hänsyn till partisympati och ålder.

## Försvar av lagen

### FRA:s argument
FRA har sedan andra världskriget bedrivit signalspaning mot militär men även icke-militär verksamhet, vilket har skett med regering och riksdags vetskap. Spaningen har gett värdefulla underrättelser för Sveriges regering och det skulle inte vara samhällsekonomiskt lönsamt att bedriva denna verksamhet utspridd på flera håll. FRA bedriver inte signalspaning för egna syften utan arbetar på uppdrag av försvarsmakten, polisen och andra myndigheter. Genom förslaget kommer myndigheten få tillgång till större volymer internationell kabelburen trafik vilket syftar till att bättre tillgodose de underrättelsebehov som finns hos uppdragsgivarna.
Lagförslaget tillåter inte att all kommunikation lagras och innebär ingen förändring mot tidigare i den hanteringen. Lagrådet anser att "en god balans nåtts mellan enskildas grundlags- och konventionsskyddade krav på skydd mot intrång i privatlivet och det allmännas rätt och skyldighet att svara för nationella säkerhetsintressen". Lagrådet har kommit fram till att förslaget är förenligt med Europakonventionen.
FRA får inte spana på inrikestrafiken och har därför sökbegreppen definierade så att irrelevant trafik filtreras bort. Om inrikestrafik fångas upp av sökbegreppen kommer den att förstöras. Trafik som passerar landets gränser kan dock vara utsatt för avlyssning från utländsk underrättelsetjänst.
FRA kommer inte att utvidga sin inriktning och mål utan istället skärps bestämmelserna för vilka ändamål signalspaning får bedrivas. Utöver detta sätts verksamheten under omfattande utomstående kontroll. Någon ny typ av trafik kommer inte att inhämtas utan kommer som tidigare endast att omfatta militär och internationell trafik i det globala nätet.

### FRA:s argumentation i pressen

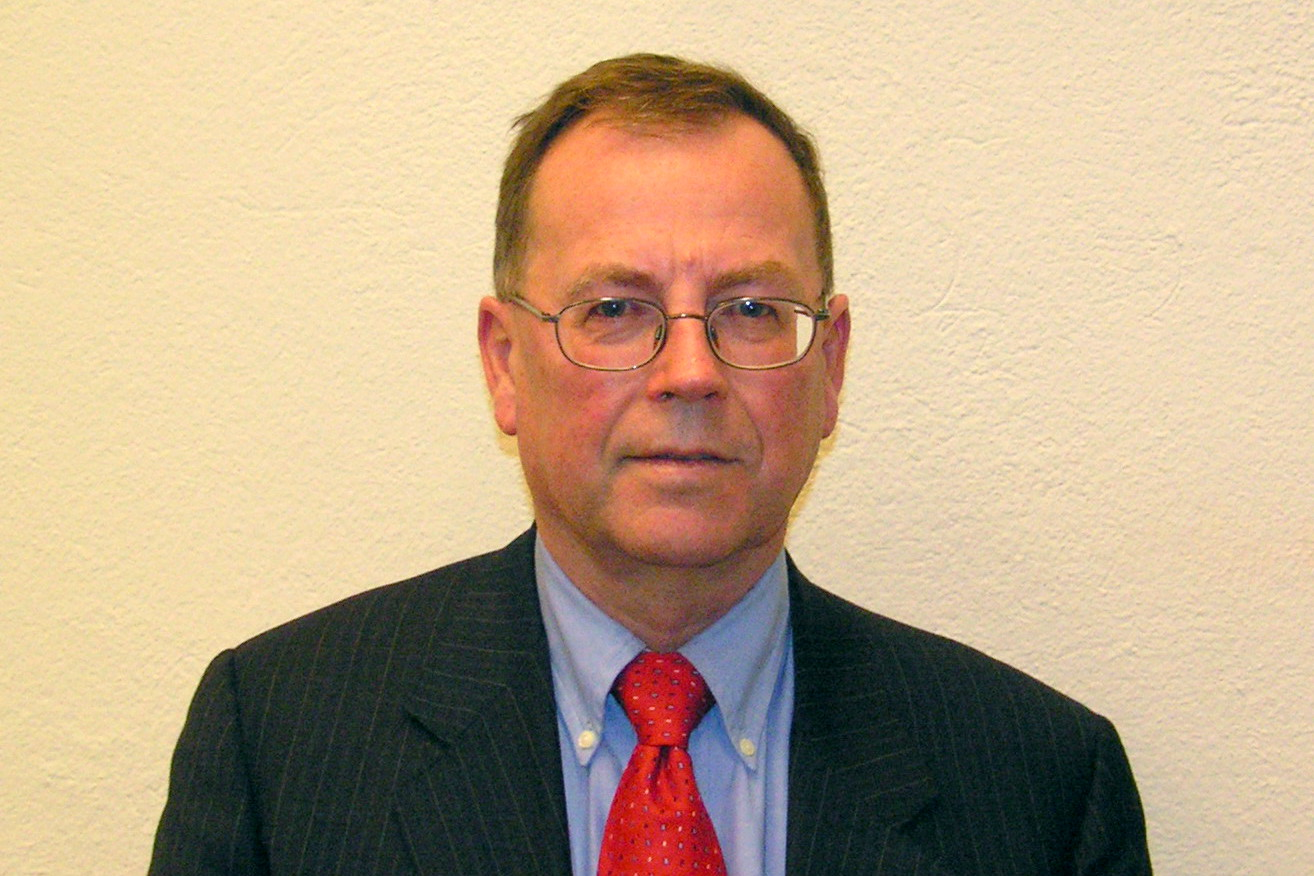
FRA:s generaldirektör Ingvar Åkesson.

FRA:s tidigare överdirektör Anders Wik bemötte på DN Debatt i Dagens Nyheter den 28 juni 2008 den vanligaste kritiken, och samma datum intervjuades FRA:s generaldirektör Ingvar Åkesson i Svenska Dagbladet. Åkesson kritiserar där regeringen för att inte tillräckligt ha förklarat för medborgarna varför FRA-lagen behövs, och både han och Wik slår fast att de finner kritiken, både från bloggar och medier, vara överdimensionerad, demagogisk och felaktig.
Åkesson fördjupade sina argument på SvD Brännpunkt i Svenska Dagbladet den 29 juni 2008 och menade där att det är en "vidrig tanke" att FRA skulle vilja spana på svenskars telefonsamtal, e-mail och sms: "Hur kan så många tro att en demokratiskt vald riksdag skulle vilja sitt folk så illa?". Åkesson menar vidare att FRA omöjligt kan spionera på svenska folket emedan detta förbjuds enligt lag. Han tillägger även att FRA-lagen i grunden är missförstådd av kritiken: "FRA kan [...] inte spana på inhemska företeelser. Därmed faller påståendet att FRA skulle jaga fildelare lika platt som att FRA skulle spana på svenska folket i övrigt. En stor mängd internationell trafik går genom Sverige. Genom att FRA får spana i den trafik som går i tråd över gränsen kan FRA förse sina uppdragsgivare med information ur den internationella trafiken. Den inhemska trafiken får FRA fortfarande inte spana på."
Åkesson återkom i Svenska Dagbladet den 19 juli 2008 med ännu ett försvar av FRA-lagen, initierat av ett debattinlägg av Stefan Swärd i Svenska Dagbladet den 15 juli 2008 där denne påstått att bland annat Ulf Ekman i Livets Ord i Uppsala blivit telefonavlyssnad av FRA, något Åkesson menar inte stämmer. Åkesson "tillbakavisar [även] med skärpa folkpartisten Birgitta Ohlssons krav på att signalspaning bara ska få ske vid brottsmisstanke"; Åkesson hävdar att Sverige, utan FRA-lagen, inte skulle "kunna skaffa in underrättelser om den politiska och militära utvecklingen i närområdet och på andra håll i världen. Inget av detta har med brott, eller brottsbekämpning, att göra." Sverige skulle, enligt Åkesson, utan lagen bli helt beroende av andra länders information "för att kunna föra Sveriges utrikes-, säkerhets- och försvarspolitik".
Den 23 juli 2008 presenterade FRA, som tidigare på grund av hög sekretess inte offentliggjort sina spaningsresultat, fyra fall där FRA-spaning visat sig vara effektiva insatser. Offentliggörandet av dessa följer på den utbredda kritik som FRA fått utstå sedan FRA-lagen röstades igenom i riksdagen. De fyra fall som offentliggjordes gäller ett stoppat politiskt mord "något år in på 2000-talet" på en person som flytt till Sverige, information från det andra Tjetjenienkriget som bland annat hjälpte svenska myndigheter att hantera flyktingars status, information rörande en sovjetisk dödskrasch 1985 då en Su 15 Flagon utförde ett skenanfall mot ett Viggenplan samt information rörande det Viggenplan som under ett spaningsuppdrag mot den ryska atomkryssaren Pjotr Velikij störtade den 16 oktober 1996. När moderate riksdagsledamoten Karl Sigfrid ville ha ut underlagen till dessa händelser vägrade FRA att lämna ut dem och meddelade att allade uppgifter förutom dem som var publicerade i Svenska Dagbladet var belagda med sekretess. 
Åkesson har under augusti 2008 även deltagit i chatt med läsarna på tidningarna Dagens Nyheter och Expressen där han under vardera en timmes tid besvarat frågor.

### Regeringens argument

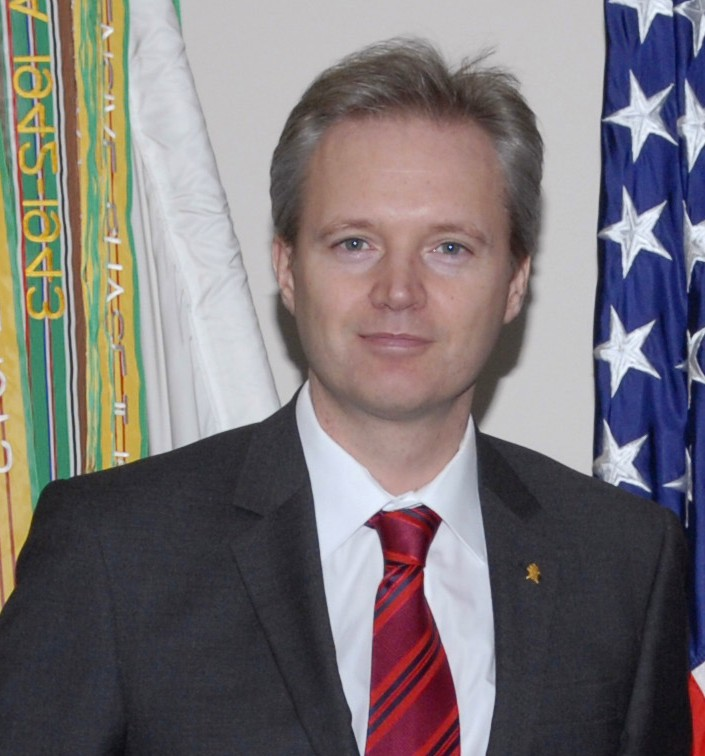
Sten Tolgfors, försvarsminister 5 september 2007-29 mars 2012.

Försvarsminister Sten Tolgfors publicerade den 28 juli 2008 ett försvar av FRA-lagen på Brännpunkt i Svenska Dagbladet. Tolgfors pekar bland annat på att underrättelseverksamhet och signalspaning har stor betydelse för rikets säkerhet. Han refererar till de konkreta fall som FRA offentliggjorde den 23 juli, och vill sätta fokus på att "FRA använder mycket avancerade sökbegrepp avsedda att finna just det FRA söker om yttre hot mot landet. Allt annat ska sorteras bort". Tolgfors menar vidare att det inte går "att ha skilda lagar och regler för signalspaning i etern respektive i kabel. [...] Säger man nej till den nya signalspaningslagen säger man ja till en återgång till en oreglerad situation för signalspaning i luften, med avsaknad av integritetsskydd". Efter en debattartikel i Dagens Nyheter den 4 augusti, där 14 tunga moderata kommunalpolitiker kritiserade lagen, svarade Tolgfors med att han inte tänker riva upp lagen - snarare vill han upplysa svenska folket om vad lagen innebär: "För mig är det viktigt att svenska folket får en korrekt bild. Jag måste fortsätta att berätta vad lagen handlar om." Han menade också att FRA-lagen inte handlar om "massavlyssning av svenska folket, utan om att spana mot yttre hot för att försöka förstå vad andra länder sysslar med".
Statsminister Fredrik Reinfeldt uttryckte, i samband med sitt traditionella sommartal i Vaxholm den 9 augusti 2008, att det då aktuella kriget i Sydossetien mellan Georgien och Ryssland är ett bra exempel på att FRA-lagen behövs. Reinfeldt sade också att det skulle vara vattentäta skott mellan FRA och Säpo, men redan efterföljande år lades ett förslag om att Säpo åter skulle få möjlighet att beställa signalspaning.

### Stöd från akademiskt håll
Lagen har även fått visst stöd från forskare. Professorerna Wilhelm Agrell och Dennis Töllborg hävdar i artikel i Dagens Nyheter den 10 juli 2008 att debatten om FRA-lagen har blivit snedvriden. Lagar av denna typ finns redan i länder som Storbritannien och Tyskland. Agrell hävdar att det faktum att detta diskuteras i Sverige får den att framstå som unik, vilket inte är fallet. Att flytta mailservrar spelar inte så stor roll hävdar Agrell, då andra länder redan spanar på sådan kommunikation. Töllberg hävdar i samma artikel om amerikanska National Security Agency, NSA; "NSA tar rubbet. Varenda mejl". Agrell och Töllberg anser dock att kontrollen av FRA bör förstärkas.
Den 17 juli 2008 publicerade Sydsvenskan ett inlägg av Jan Eric Larsson, professor i informationsteknologi, där denne hävdar att FRA-lagens övervakning inte är något större hot mot den personliga integriteten om man jämför med den övervakning av privatpersoner som redan sker på internet av exempelvis hackers, kriminella, främmande länders säkerhetstjänster och företag: "Om FRA skall kunna spionera i den moderna världen behöver man kunna använda den moderna tekniken. FRA, som i motsats till företag, hackerligor och grannens barn faktiskt står under myndighetsbevakning, utgör ett försumbart litet extra hot mot min personliga integritet. [...] [M]ed nuvarande låga grad av säkerhet på internet utgör den nya FRA-lagen i praktiken ingen märkbart ökad risk."

## Trafikdata

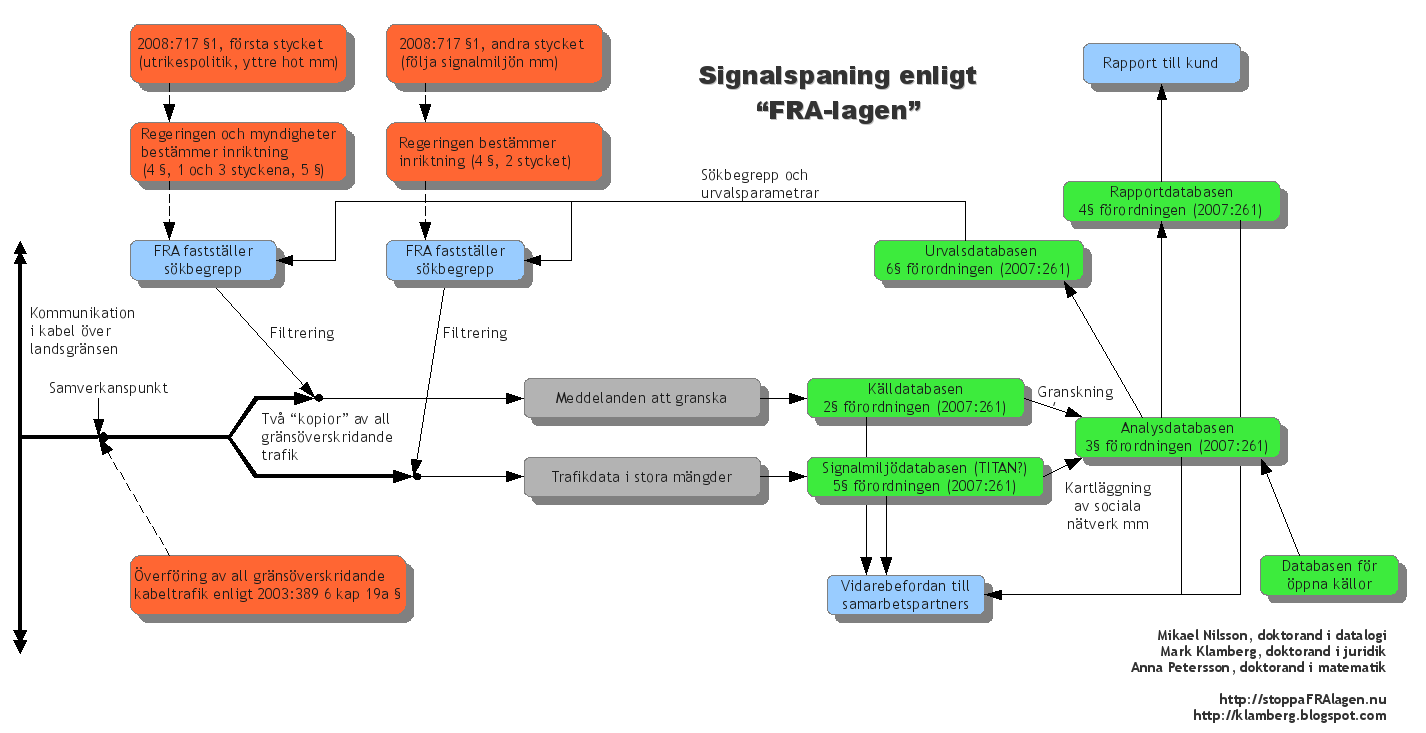
Beskrivning hur Försvarets Radioanstalt inhämtar och bearbetar kommunikation -- enligt "Stoppa FRA-lagen", ett nätverk av organisationer och privatpersoner som vill avskaffa lagen

En förutsättning för den signalspaning som Försvarets Radioanstalt vill bedriva mot civila kommunikationskablar är tillgång till trafikdata (även benämnt som metadata). Trafikdata omnämns ej i själva lagtexten, vilket kan ha medfört att frågan uppmärksammats endast i begränsad omfattning. Betydelsen av trafikdata framgår dock av lagens förarbeten, reportage den 16 juni 2008 av SVT rapport, FRA:s interna dokument och en artikel på DN Debatt den 3 september 2008 författad av 13 forskare och signalspaningsexperter.
I förarbetena till FRA-lagen framgår att "[d]en signalspaning som bedrivs i försvarsunderrättelseverksamheten är för sin förmåga att tillhandahålla relevanta underrättelser beroende av att kunna följa utvecklingen på signalområdet och kontinuerligt anpassa sin teknik. För att Försvarets radioanstalt skall få tillräckliga förutsättningar för att kunna bedriva en effektiv försvarsunderrättelseverksamhet är det följaktligen viktigt att myndigheten har möjlighet att följa förändringar i signalmiljön i omvärlden, vilket bl.a. förutsätter inhämtning av metadata (data om data, såsom till exempel kanalnummer och bärfrekvens)." (proposition 2006/07:63 sid. 72)
Att Försvarets Radioanstalt lagrar trafikdata blev känt först genom SVT Rapports avslöjande den 16 juni 2008. SVT Rapports Filip Struwe avslöjade att "Svenskarnas telefonsamtal och datakontakter har ... samlats in och lagrats i runt tio år". Lagringen sker i Trafikdatabasen Titan.
Detta bekräftades av ett internt dokument från Försvarets Radioanstalt, gjort tillgängligt på SVT:s hemsida. Av fråga fem i detta dokument framgår att "FRA arbetar på så sätt att all tillgänglig kommunikation lagras. I efterhand görs sökningar i den trafiken ... Vi är mycket angelägna om att använda trafikdata även i framtiden. Med ökad famtida användning av kryptering och med ständigt ökande trafikvolymer ökar också trafikbearbetningens styrkor i förhållande till den klassiska icke-militära innehållsbearbetningen".
Den 3 september 2008 uppmärksammade 13 forskare och signalspaningsexperter sambandet mellan FRA:s användning av trafikdata och sociogram genom artikeln "FRA-lagen medför massiv kartläggning av oskyldiga" på DN Debatt.

## Trafikbearbetning
Trafikdata kan användas inom trafikbearbetning. Av förarbetena framgår det FRA använder "trafikbearbetning" för att fastställa "trafikmönster",
det vill säga för att kartlägga enskildas kontaktnät, surfvanor eller internettelefonerande, ibland benämnt som sociogram.